# 일본 연극

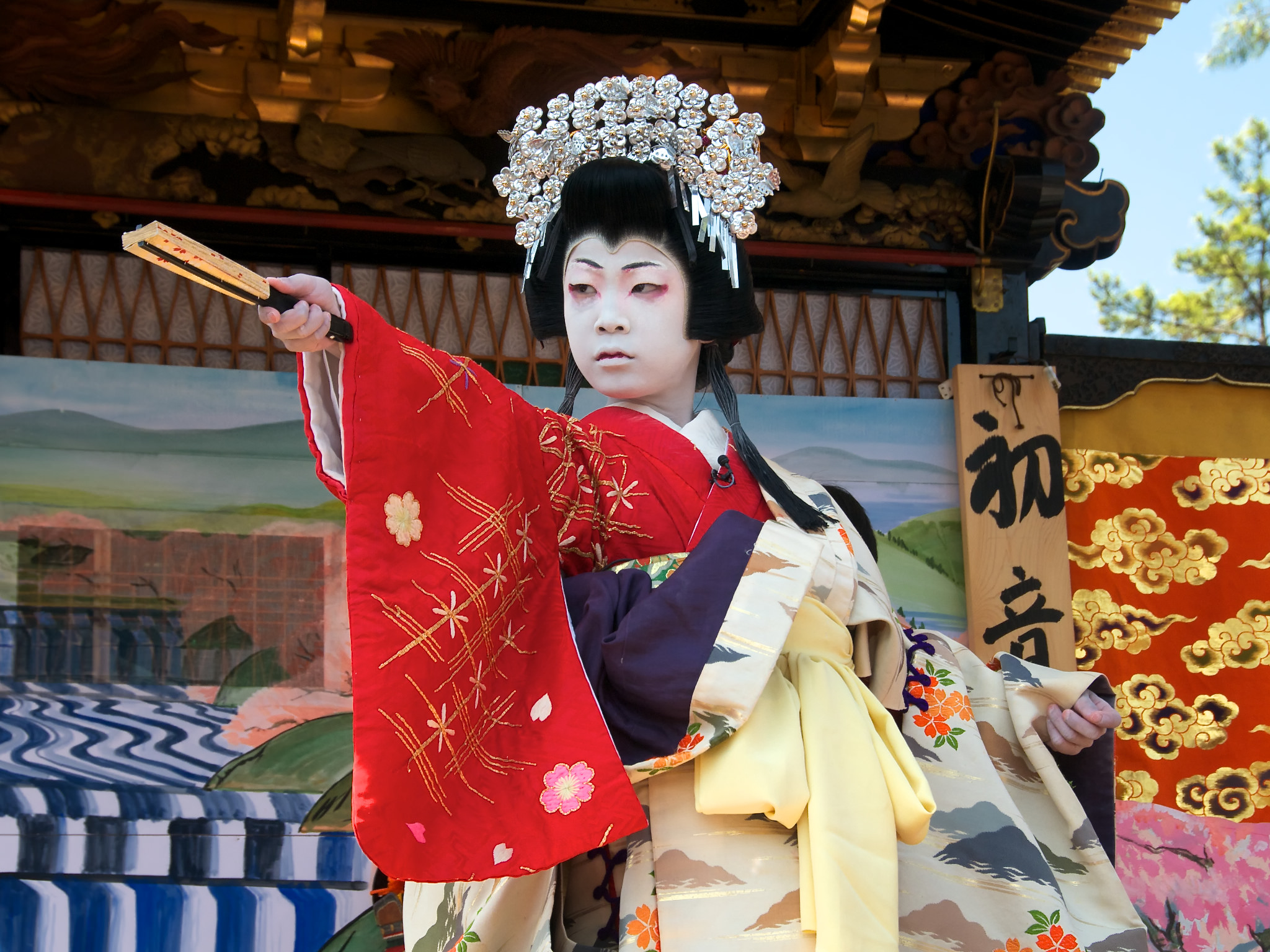

다음은 일본의 연극에 관해 서술한다.

## 일본 고전 연극
원시시대는 아직 일본의 국가형태가 형성되지 않았던 시대이며, 소국가만이 서로 분립하여 있을 뿐, 통일된 국가가 없던 시대이다. 따라서 이 시대의 예능은 부족적·향토적·지역적이었으며, 종교행사에 바탕을 둔 음악 가무(音樂歌舞) 중심의 예능이었다.
아스카·나라·헤이안 시대가 되어 겨우 일본 천황을 중심으로 한 통일국가가 성립되었다. 그리고 중국 대륙과의 교섭도 왕성해지자, 중국의 제도나 문화가 도입되고, 중국문화를 섭취하는 시대로 들어가게 되었다. 이리하여, 중국으로부터는 예능도 수입되었다. 이때 전래된 것이 기악(기가쿠)·아악·산악(상가쿠) 등이다. 중국문화의 모방시대였던 나라 시대를 중심으로 한 시대에는 중국의 예능이 중시되고, 기악이나 아악은 ‘아악료’에서 보호·육성되었다. 일본 고유의 예능도 중앙으로 도입되었는데 이들 예능은 중국 예능의 영향을 크게 받았다.
그러던 중, 헤이안 시대에 들어가, 겨우 중국예능의 일본화가 행하여지기 시작했다. 나라·헤이안 시대에 천황·귀족들의 지지를 받고 일본예능의 대표격이 된 것은 아악인데, 그것은 일본인의 신앙생활과도 연결되어, 귀족들의 의식(儀式)이나 사찰 및 신사의 제례에는 불가결의 것이 되었다. 그러나 이들 예능은 이 시대에는 아직 민간인에게는 보급되지 못했었다.
헤이안 시대 말엽부터, 후지와라의 귀족정치가 점차 약체화하고, 지방의 호족들이 실력을 갖기 시작하여, 그들이 중앙으로 진출하게 되니, 이와 병행하여 지방에서 행하여지고 있었던 전악(田樂, 덴가쿠)이 사회의 표면으로 나타나게 되었다. 전악은 오곡풍요를 기원함과 동시에 진혼의 뜻도 있어, 레이카이(靈會)에는 빼놓을 수 없는 예능이 되었다. 레이카이와 관계를 갖는 기엔카이(祇園會)나 가스가와가미야제(春日若官祭)가 성해지자, 이들 제사엔 전악이 중요한 역할을 담당하게 됐다.
한편, 중국에서 들어온 곡예를 흉내내는 것을 중심으로 한 원악(사루가쿠)은 그 기예의 내용이 오락적인 데서 신사·법회·의식과 연취(淵醉)의 여흥적 예능로서 행해졌으며, 중국에서 들어온 예능이었기 때문에 귀족들 사이에서 행하여지고 있었다. 그러나, 기예의 내용이 민중적이었기 때문에, 교토를 중심으로 한 민중들 사이에서 크게 환영을 받았다. 원악이 민중들 사이에서 호평을 받게 되었기 때문에 전악과 맺어지게 되었고, 제전 때에는 전악과 함께 매우 필요한 예능이 되었다. 그래서 전악·원악이 가미된 예능제적(藝能祭的) 제례 양식을 가진 제전은 각지로 분포되어 나아갔다.
가마쿠라 시대가 되어, 후지와라 귀족 대신에 무사가 정치권력을 장악하게 되자, 전악과 원악은 당시에 있어서의 대표적 예능으로서 사회의 표면으로 등장하게 되었다. 무사는 지방 출신자이자 시골 사람이며, 아악과는 인연이 없었다. 무사들은 온 나라 안을 휩쓸었으되 교토에는 머무르지 않았고, 정권의 소재지는 가마쿠라에 있었으며, 연약한 후지와라 귀족문화와 접근하려 들지 않았다. 무사들의 주거지는 지방이었기 때문에 지방의 제례는 그들이 중심이 되었으며, 거기에다 전악과 원악을 섞은 제례양식을 도입하였다. 당시 지방에는 비와 스님(琵琶法師)이나 시라효시(白拍子) 등이 횡행, 이마요(今樣)·소가(早歌)·구세마이(曲舞) 등도 행해졌으며, 사원에서는 쇼묘(聲明)·엔넨(延年)이, 신사에서는 신악(神樂)이 행해졌고, 또한 고유의 노래나 춤도 있었다. 원악·전악은 이들 잡예를 받아들여, 그 기예의 내용을 풍부하게 해갔다.
가마쿠라 막부가 멸망한 후, 남북조 시대 57년간의 쟁란을 거쳐 아시카가 정권이 탄생하게 되자, 사회는 다시 크게 흔들렸다. 아시카가는 정치의 소재지를 가마쿠라에서 교토로 옮겼다.
교토는 헤이안 귀족문화가 떠도는 고장이었다. 아시카가는 무가(武家) 출신이며, 그 문화적 배경은 가마쿠라의 무가문화였다. 아시카가가 정치의 소재지를 가마쿠라에서 교토로 옮긴 것은, 가마쿠라 무가문화를 교토의 헤이안 귀족문화 속으로 이식시켰음을 뜻하는 것이라 할 수 있다. 이것은 예능에도 큰 영향을 주게 되었다. 가마쿠라 시대의 예능의 대표는 원악과 전악이며, 양자 중에선 전악이 당시의 예능을 대표하고 있었지만, 아시카가 3대 장군 아시카가 요시미쓰는 양자 중에서 원악을 채택하였다. 요시미쓰에게 총애를 받고 있던 원악자(猿樂者) 제아미는 헤이안 귀족문화가 지니는 유현(幽玄)한 미와 가마쿠라 무가문화가 지니는 연가적 민중의 미, 선(禪)의 사상을 짜 넣은 높은 예능을 완성하였다.
그런데, 오닌·분메이(文明)의 난을 경계로 하여 아시카가 정권이 쇠퇴하고 분국적 양상을 가져왔으며, 지방적·민중적 움직임이 강화되고, 소시민의 대두가 현저해져서 성하(城下) 도시에 소시민들의 세계가 형성되자, 이곳을 중심으로 하여 민중예능인 후류춤(風流踊)이 유행하기 시작했다. 이 후류춤 중에서 가부키춤이 싹트게 되었다.

## 같이 보기
- 기가쿠
- 상가쿠
- 사루가쿠
- 노오
- 닝교조루리
- 가부키
- 교겐